# Jim Power in Mutant Planet
Pour les articles homonymes, voir Power.
 (juin 2019).
Si vous disposez d'ouvrages ou d'articles de référence ou si vous connaissez des sites web de qualité traitant du thème abordé ici, merci de compléter l'article en donnant les références utiles à sa vérifiabilité et en les liant à la section « Notes et références ».
Jim Power in Mutant Planet est un jeu vidéo d'action développé par Digital Concept et édité par Loriciel en 1992. 

## Synopsis
Samantha, la fille du président a été enlevée à Halley City par le terrible Vulkhor qui l'embarque vers la planète des mutants.
Ce dernier convoite une arme suprême terrienne que le président possède et compte utiliser Samantha comme monnaie d'échange afin de l'obtenir.
Le président ne pouvant céder à ce chantage, il décide de faire appel au seul homme capable de gérer une telle situation : Jim Power.
Notre héros, prêt à en découdre, est aussitôt téléporté sur la dangereuse planète mutante afin d'accomplir sa mission : Sauver Samantha ainsi que l'humanité tout entière.

## Système de jeu
Le gameplay mélange shoot them up et plates-formes. L'action est vue de profil et le personnage doit progresser dans des niveaux à scrolling horizontal en éliminant les ennemis rencontrés à l'aide d'un arsenal varié perfectible. 

## Équipe de développement
- Manager : Christophe Gomez
- Game Design : Guillaume Dubail, Fernando Velez
- Programmation : Fernando Velez (Amiga, Mega Drive)
- Graphisme : Guillaume Dubail (Amiga, Atari ST, Mega Drive, Super Nes, Pc engine)
- Musique et effets sonores : Chris Hülsbeck
- Conversions (programmation) : Alain Boisramé (ST), Jon Medhurst (DOS), Eric Metens (Atreid Concept, Super NES), Alain Fernandes (PC Engine), Jean-Marc Lebourg (Amstrad CPC)

## Exploitation
Jim Power est sorti en 1992 sur Amiga et Atari ST. Il a été porté sur DOS, Amstrad CPC, Mega Drive (sous-titré The Arcade Game) et Super Nintendo (sous titré The Lost Dimension in 3D) en 1993. Une version PC Engine au format Super CD-ROM² a également vu le jour au Japon en mars 1993.
Une version Game Boy avait été commencée et confiée à Jean-Marc Lebourg, qui s'était déjà occupé de la conversion vers l'Amstrad, puis l'éditeur Loriciel a changé d'avis, et a souhaité réutiliser la base du jeu pour le sortir sous la licence Buck Rogers, mais le projet n'a jamais été terminé.